# Neotoma goldmani
Neotoma goldmani är en däggdjursart som beskrevs av Clinton Hart Merriam 1903. Neotoma goldmani ingår i släktet egentliga skogsråttor och familjen hamsterartade gnagare. IUCN kategoriserar arten globalt som livskraftig. Inga underarter finns listade i Catalogue of Life.
Arten är med en genomsnittlig kroppslängd av 279 mm, inklusive en cirka 128 mm lång svans och med en vikt av ungefär 91 g en medelstor släktmedlem. Den har cirka 30 mm långa bakfötter och cirka 28 mm långa öron. Färgen på ovansidan är ljus gulbrun med ett ännu ljusare huvud och en mörkare stjärt. På undersidan finns vit päls.
Denna gnagare förekommer i bergstrakter och på högplatå i centrala Mexiko. Den lever i regioner som ligger 1160 till 2320 meter över havet. Neotoma goldmani vistas i halvöknar och i andra torra klippiga områden. Växtligheten är främst glest fördelade buskar och kaktusväxter.
Arten bygger bon av kvistar och gräs som göms i bergssprickor. Dräktiga honor eller honor som gav di åt sina ungar hittades mellan mars och augusti. Per kull föds en eller två ungar. Enligt en annan källa kan upp till fyra ungar per kull förekomma. De blir könsmogna 6 till 8 månader efter födelsen.
Individerna är aktiva på natten eller under skymningen och de håller ingen vinterdvala. När honan inte är brunstig lever varje exemplar ensam. Neotoma goldmani äter olika växtdelar som stjälkar, frön, rötter och blad. Sällan ingår ryggradslösa djur i födan.